# 보이 조지
보이 조지(Boy George, 1961년 6월 14일~)는 영국의 싱어송라이터이다. 그는 'Karma Chameleon', 'Time', 'Do You Really Want to Hurt Me?' 같은 히트곡으로 1980년대에 전성기를 누린 밴드 컬처 클럽의 리드 싱어였다. 